# Jack Ainsley
Jack William Ainsley (* 17. September 1990 in Ipswich) ist ein englischer Fußballspieler.

## Karriere
Ainsley gehörte, ebenso wie zuvor sein Bruder und sein Vater, dem Nachwuchsbereich von Ipswich Town an. Im Juli und August 2006 nahm Ainsley mit einer englischen U17-Auswahl am Nordic Cup auf den Färöer-Inseln teil und erzielte beim Erreichen des Finals (0:4-Finalniederlage gegen Dänemark) insgesamt drei Tore. Ainsley wurde in dem Turnier als Stürmer aufgeboten und spielte in der Mannschaft unter anderem an der Seite der späteren A-Nationalspieler Danny Rose und Danny Welbeck. Während seinen Familienmitgliedern der Sprung in den Profibereich verwehrt blieb, unterzeichnete Ainsley Mitte 2009 seinen ersten Profivertrag und gab im August 2009 unter Trainer Roy Keane in einer Erstrundenpartie des League Cups gegen Shrewsbury Town sein Pflichtspieldebüt. Es blieb in dieser Saison Ainsleys einziger Pflichtspieleinsatz in der ersten Mannschaft, im November 2009 erfolgte eine Leihe beim Fünftligisten Rushden & Diamonds, dort kam er aber bis zu seiner Rückkehr am Jahresende lediglich zu zwei Pflichtspieleinsätzen. Den Großteil der Saison verbrachte er im Reserveteam, das er als Kapitän anführte. Nachdem er auch in der folgenden Saison nur zu Saisonbeginn zu zwei Teileinsätzen gekommen war, folgte im November 2010 eine einmonatige Leihe beim Fünftligisten FC Histon. Ursprünglich Stürmer, rückte er im Erwachsenenbereich in die Verteidigung und wurde hauptsächlich als Innen- und Rechtsverteidiger aufgeboten.
Von Keanes Nachfolger auf dem Trainerstuhl, Paul Jewell, erhielt er im Mai 2011 eine sechsmonatige Verlängerung seines Vertrags. In der Folge gab er am 20. Oktober 2011 gegen Peterborough United sein Startelfdebüt in der zweitklassigen Football League Championship. In der Partie bildete er mit Damien Delaney die Innenverteidigung, als das Team, auch geschwächt durch zwei Platzverweise kurz vor und nach der Halbzeitpause, mit 1:7 unterlag. Obwohl Ainsley im weiteren Saisonverlauf nicht mehr in der ersten Mannschaft zum Einsatz kam, erhielt er im November 2011 eine 18-monatige Verlängerung seines Vertrages. Auch in der Saison 2012/13 kam Ainsley nicht über die Rolle des Ergänzungsspielers hinaus und bestritt bis September 2012 nochmals drei Pflichtspiele.
Im Januar 2013 absolvierte er ergebnislose Probetrainings bei den Drittligisten Preston North End und FC Bury, bevor er im Februar 2013 vom früheren Ipswich-Spieler Glenn Pennyfather auf Leihbasis in die Conference South zu Chelmsford City geholt wurde. Dort kam er bis Saisonende zu 15 Ligaeinsätzen und qualifizierte sich mit der Mannschaft für die Aufstiegs-Play-offs, in denen man im Halbfinale mit 1:2 nach Hin- und Rückspiel Salisbury City unterlag. Sein bei Ipswich am Saisonende auslaufender Vertrag wurde vom neuen Trainer Mick McCarthy nicht mehr verlängert und Ainsley verließ den Klub nach acht Einsätzen in vier Jahren im Sommer 2013.
Ainsley schloss sich in der Folge dem in der siebtklassigen Isthmian League spielenden Klub Lowestoft Town an, beim auch sein Bruder Stuart seit mehreren Jahren aktiv war. In seiner ersten Saison gelang Ainsley mit Lowestoft als Sieger der Aufstiegs-Play-offs die Qualifikation für die sechstklassige Conference North. Im Februar 2016 verließ Ainsley nach 109 Ligaeinsätzen und 22 -toren den Klub und schloss sich für eine unveröffentlichte Ablösesumme dem in der Isthmian League spielenden FC Leiston an, nachdem er Probleme hatte, seine fußballerischen und privaten Verpflichtungen in Einklang zu bringen. Zur Saison 2018/19 wechselte er nach Zahlung einer Ablöse zum in die achtklassige North Division der Isthmian League aufgestiegenen Klub Felixstowe & Walton United aus seiner Heimatstadt Felixstowe. Nach einer Saison wechselte er erneut den Klub und schloss sich nach Zahlung einer Ablöse dem in der neuntklassigen Eastern Counties Football League spielenden Klub Stowmarket Town an. In die Saison 2019/20 startete Stowmarket mit dem Ziel Ligameisterschaft und dem damit verbundenen Aufstieg in die Isthmian League. Im Frühjahr 2020 führte Stowmarket die Tabelle mit 15 Punkten Vorsprung an, als in Folge der COVID-19-Pandemie die Saison abgebrochen wurde und es keine Aufsteiger gab. Nachdem auch in der Folgesaison kaum ein Spiel ausgetragen werden konnte, wurde Stowmarket unter Bewertung der beiden Pandemiespielzeiten zum Aufsteiger gekürt.